# Teresa Flemming-Kulesza
Teresa Flemming-Kulesza (ur. 25 listopada 1948 w Lublinie) – polska prawniczka, sędzia, od 2014 do 2016 prezes Sądu Najwyższego kierujący Izbą Pracy, Ubezpieczeń Społecznych i Spraw Publicznych.

## Życiorys
W 1970 ukończyła studia prawnicze na Wydziale Prawa i Administracji Uniwersytetu Warszawskiego. Odbyła aplikację sądową w Sądzie Wojewódzkim dla m.st. Warszawy. W 1972 otrzymała nominację na asesora sądowego, a w 1975 na sędziego Sądu Powiatowego dla m.st. Warszawy. Pełniła funkcję przewodniczącej jednego z wydziałów cywilnych, była również wizytatorem ds. cywilnych w Sądzie Wojewódzkim w Warszawie. W 1987 powołano ją na stanowisko sędziego Sądu Wojewódzkiego w Warszawie, w 1989 została przewodniczącą Wydziału XIII Gospodarczego, a w 1990 wiceprezesem sądu.
31 października 1990 została sędzią Sądu Najwyższego, orzekając w Izbie Pracy, Ubezpieczeń Społecznych i Spraw Publicznych. W 1993 powierzono jej obowiązki przewodniczącej Wydziału I izby. W latach 2002–2010 zasiadała w Krajowej Radzie Sądownictwa. 21 stycznia 2014 została prezesem Sądu Najwyższego kierującym pracami Izby Pracy, Ubezpieczeń Społecznych i Spraw Publicznych. Zakończyła urzędowanie w sierpniu 2016, przechodząc następnie w stan spoczynku.
W 2017 została wyróżniona Medalem „Zasłużony dla Wymiaru Sprawiedliwości – Bene Merentibus Iustitiae”.